# Martin Sommer (redacteur)
Martin Sommer (Velsen, 1956) is een Nederlands historicus, journalist, schrijver en columnist, die van 1987 tot 2023 werkzaam was bij de Volkskrant.

## Leven en werk
Sommer studeerde geschiedenis in Amsterdam en ging in 1987 bij de Volkskrant werken. Tussen 1997 en 2002 was hij voor die krant correspondent in Frankrijk. Vervolgens werkte hij als chef van de Haagse redactie van de Volkskrant. Van 2010 tot 2023 schreef hij wekelijks een politieke column in de zaterdagkrant. In 2023 begon hij als columnist bij EW. Datzelfde jaar startte hij als interviewer bij De Nieuwe Wereld.

## Bestseller 60
| Boeken met noteringen in de Nederlandse Bestseller 60 | Jaar van verschijnen | Datum van binnenkomst | Hoogste positie | Aantal weken | Opmerkingen |
| ----------------------------------------------------- | -------------------- | --------------------- | --------------- | ------------ | ----------- |
| De nieuwe standenstaat                                | 2024                 | 06-11-2024            | 25              | 2            |             |